# Elena Bibescu
Elena Bibescu nata Costache Epureanu, nota anche con lo pseudonimo di Hélène Bibesco (Bârlad, 1855 – Bucarest, 18 ottobre 1902), è stata una pianista rumena.

## Biografia

### Primi anni
Figlia del leader politico Manolache Costache Epureanu (due volte primo ministro con il Partito Conservatore) e di Maria Sturdza-Bârladeanu, studiò per due anni pianoforte a Vienna, dove il Conservatorio Imperiale le conferì una medaglia e un diploma d'onore. Qui proseguì gli studi di pianoforte per un altro anno con Anton Rubinstein, ed in seguito con Marc Véronge de la Nux a Parigi.
Sposò un membro della famiglia Bibescu - "i Borboni del Danubio" - il "principe alpinista" Alexandru, poeta in esilio a Parigi, figlio di Gheorghe Dimitrie Bibescu, che fino alla morte del padre si fece chiamare con il cognome della madre, Mavrocordat.
Morì nel 1902 per un tumore allo stomaco e venne sepolta nella tomba di famiglia a forma di piramide nel cimitero "Eternitatea" a Bârlad.

### Carriera

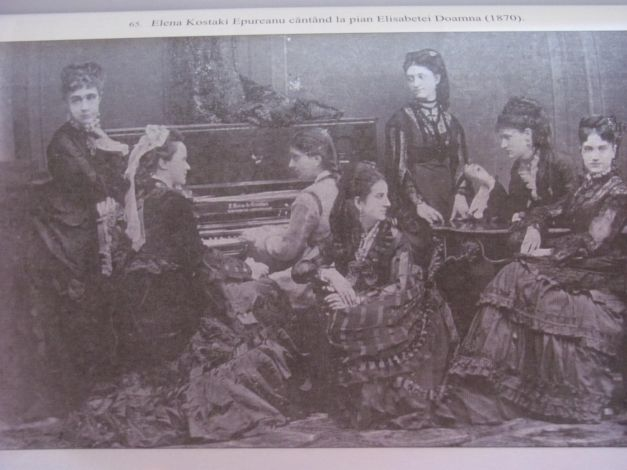
Principesa Elena Bibescu al pianoforte

Debuttò il 14 febbraio 1873 in un concerto di beneficenza, esibendosi sul palco del Gran Teatro di Bucarest. Quella sera, il principe Alexandru Bibescu, figlio dell'ex governatore Gheorghe Dimitrie Bibescu, le chiese la mano e lei accettò, imparentandosi in questo modo con le influenti famiglie di nobili dei Brâncoveanu, Filipescu, Cantacuzino, Caraman-Chimay, de Noailles etc.
Il matrimonio di Elena con il principe Alexandru, unì per la prima volta due famiglie opposte non solo dal luogo di origine, la Moldavia dei Costache e l'Oltenia dei Bibescu, ma anche dalla loro posizione nei confronti di Alexandru Ioan Cuza: "Manolache Costache-Epureanu era pro-Cuza, Gheorghe Dimitrie Bibescu anti-Cuza, anche se unionista a modo suo ... "(CD Zeletin).
Ai suoi salotti musicali che si tennero a Bucarest e Parigi parteciprono i più importanti artisti del tempo e l'aristocrazia europea delle Belle Époque, tra i suoi ospiti Franz Liszt, Ignacy Jan Paderewski, Richard Wagner, Camille Saint-Saëns, Claude Debussy, Anatole France, Ambroise Thomas, Édouard Vuillard, Jules Massenet, Vincent d'Indy, Charles Gounod, Anton Rubinstein e Marcel Proust. I suoi figli, Anton ed Emanuel Bibescu, amici stretti di Marcel Proust (1871-1922), ebbero un importante ruolo nella genesi del romanzo Alla ricerca del tempo perduto.
Era amica intima della regina Elisabetta, che influenzò in molti modi. Durante il suo recital al Teatro Nazionale di Bucarest a dicembre 1881, patrocinato della regina ed svolto in presenza della coppia reale, Elena Bibescu eseguì, tra le altre il Konzertstück per pianoforte e orchestra di Carl Maria von Weber, la Rapsodia ungherese di Franz Liszt e la partitura per pianoforte dall'ouverture dell'opera Guglielmo Tell di Rossini.

### Esilio
Nello scandalo della storia d'amore nata nel 1891 durante una gita della corte a Rucăr e Dîmbovicioara tra il principe ereditario Ferdinando (adottato dallo zio nel 1881 e in quanto erede al trono, secondo la Costituzione rumena del 1866, impossibilitato a sposare una rumena) e Elena Văcărescu (dama di compagnia della regina Elisabetta, molto legata a lei), Carlo I considerò Elena Bibescu come complice nella rete di intrighi e la costrinse a lasciare il paese. L'esilio (a Venezia) toccò anche alla regina, che aveva incoraggiato questa legame e alla stessa Elena Văcărescu (esiliata a Parigi), mentre a Ferdinando fu imposto un viaggio attraverso l'Europa alla ricerca di una sposa adatta, che egli trovò nella Principessa Maria di Edimburgo, nipote della Regina Vittoria.

## Fautrice di George Enescu
Si adoperò in modo energico per l'affermazione di George Enescu - che debuttò nel suo salotto parigino come compositore il 6 febbraio 1898 a 17 anni nell'ambito dei concerti Colonne di Parigi con il Poema Romeno op. 1. - nella coscienza pubblica francese. Enescu la considerò una seconda madre, dedicandole tutto il suo lavoro fino a Oedip. 
(George Enescu)
 L'anno precedente, Enescu aveva eseguito il Concerto per violino e orchestra (Riduzione per pianoforte) di Felix Mendelssohn e la Sonata a Kreutzer di Beethoven nel salotto della principessa accompagnato proprio da lei al pianoforte, occasione in cui conobbe molti musicisti. Elena Bibescu raccomandò il violonista e compositore sia agli amici che frequentavano il suo salotto che alla sua amica, la regina, e accompagnò il giovane Enescu in una serie di concerti fino all'affermazione artistica del musicista.

## Eredità
Il nome di Elena Bibescu si ricorda per la nascita dei concerti "nazionali" che dettero inizio alla vita artistica a Bucarest.
Il 18 ottobre 2002 nel centenario della morte di Elena Bibescu, all'iniziativa dell'accademico e critico musicale C.D. Zeletin, l'ex Scuola d'Arte e Mestieri „Maria Gâlcã” venne intitolata Scuola nr. 5 „Principesa Elena Bibescu”, occasione in cui fu organizzato un convegno, coniata una medaglia e scoperta una targa commemorativa.